# Гриффитс, Энди
Эндрю Ноэль "Энди" Гриффитс (англ. Andrew Noel "Andy" Griffiths; 3 сентября 1961, Мельбурн) — австралийский автор книг для детей, автор комедий. Все книги иллюстрированы Терри Дентоном. Его книги были проданы тиражом более 4 миллионов экземпляров во всем мире, показаны в списках бестселлера «Нью-Йорк Таймс», и выиграли 40 австралийских детских отборных вознаграждений.
Образование Энди Гриффитса началось в 1968 году в начальной школе «Pascoe Vale» и закончилось в 1984 году в университете «Monash». В 80-х Энди был членом рок-группы «Gothic Farmyard» и проводил большую часть своего времени в школе. После окончания школы он стал учителем английского языка и так же работал как редактор и издатель учебных книг.
Наиболее известен серией книг «Just!», экранизированной в анимационном мультсериале «Что с Энди?».